# Adeste fideles

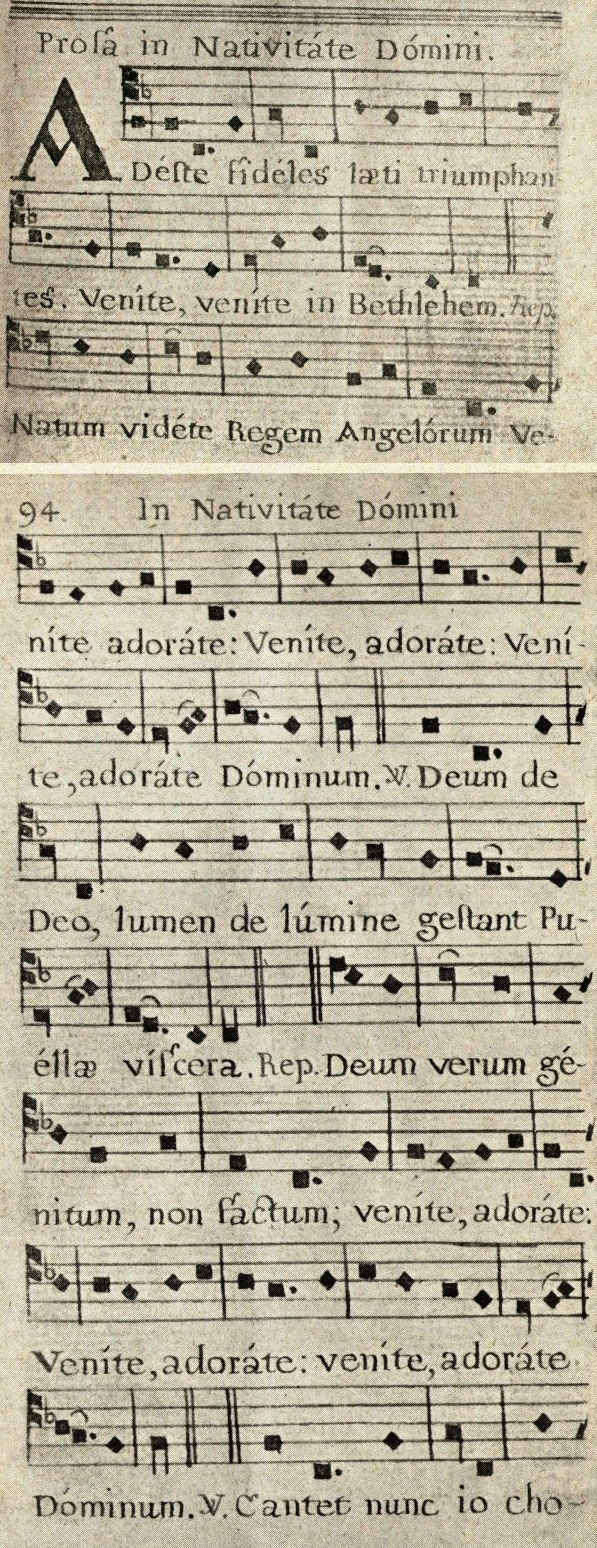
Druck nach dem frühesten erhaltenen Manuskript des Adeste fideles, ohne Verfasserangabe, John Francis Wade zugeschrieben, auf die 1740er Jahre datiert

Adeste fideles ist ein Weihnachtslied. Die Cantio ist seit der Mitte des 18. Jahrhunderts überliefert. Die volkstümliche deutsche Version ist Herbei, o ihr Gläub’gen (verfasst 1823 von Friedrich Heinrich Ranke); im katholischen Kirchengesang ist heute die Fassung Nun freut euch, ihr Christen gebräuchlich, original und teilweise noch regional verbreitet auch Auf, gläubige Seelen. Die bekannteste englische Version lautet O Come All Ye Faithful.

## Geschichte

### Melodie
Die Herkunft der Melodie ist nicht geklärt, und in Liederbüchern finden sich viele unterschiedliche und widersprüchliche Angaben. Die ältesten Nachweise finden sich in Handschriften von John Francis Wade (1711–1786), einem Engländer, der nach dem zweiten Jakobitenaufstand 1745 wegen seines katholischen Glaubens nach Douai in Frankreich ins Exil gegangen war. Er war am dortigen katholischen Kolleg hauptsächlich als Kopist liturgischer Bücher sowie als Musiklehrer beschäftigt.
Wade hatte Text und Melodie des Liedes in fünf seiner Handschriften aufgenommen, die älteste davon aus dem Jahr 1751, sowie eine undatierte, die möglicherweise schon um 1743 entstand. Ob Wade aber auch der Komponist der Melodie war, wie John Stéphan in seiner Studie über das Lied behauptet, ist ebenso wenig abschließend zu klären wie die Vorlagen, auf die sich Wade ggf. bei der Komposition stützte. Ähnlichkeiten mit einer Air Anglois aus der Opéra comique Acajou (1745) von Charles-Simon Favart sind zweifelsohne vorhanden. Es ist jedoch nicht mit Sicherheit zu sagen, ob diese Arie als Melodievorbild für Adeste fideles diente oder umgekehrt, oder ob die Ähnlichkeit nur zufällig besteht.
Die Angabe, das Lied sei bereits 1680 von dem Organisten John Reading (1645–1692) komponiert worden, geht auf eine Erinnerung des Musikverlegers Vincent Novello (1781–1861) zurück, der das Lied über hundert Jahre später in seiner Zeit als Organist der Kapelle der portugiesischen Botschaft in London kennengelernt hatte. Weitere Belege für diese Behauptung fehlen allerdings. Gleichermaßen fehlt auch ein Beleg für die Behauptung einer portugiesischen Herkunft der Melodie. Vielmehr scheint es so, dass die Bezeichnung als „portugiesischer Choral“ Vinde adoremus von eben jenem Gebrauch an der portugiesischen Botschaft herrührt, von der Novello berichtete. Möglicherweise geht auch dieser Gebrauch direkt auf John Francis Wade zurück, da eine seiner Abschriften für das englische Kolleg in Lissabon bestimmt war. Spekulationen, das Werk könne von Marcos António Portugal (1762–1830) oder gar vom portugiesischen König Johann IV. komponiert worden sein, sind damit hinfällig.
In gedruckter Form erschien die Melodie erstmals 1782 in dem von Samuel Webbe herausgegebenen Essay or Instruction for Learning the Church Plain Chant. Die Melodie, die John Francis Wade noch im 3er-Takt notiert hatte, erscheint hier erstmals im 2/2-Takt, also in der heute bekannten Version.

### Unterschiedliche Traditionen der Textüberlieferung
Von dem lateinischen Text sind in den ältesten Quellen sieben verschiedene Strophen überliefert (eine achte Strophe erscheint erst ab Mitte des 19. Jahrhunderts und ist wohl eine jüngere Ergänzung). Allerdings sind hier zwei verschiedene Überlieferungsstränge von jeweils vierstrophigen Fassungen festzustellen, die in der ersten Strophe übereinstimmen, aber in den drei folgenden Strophen differieren. Alle sieben Strophen gemeinsam erscheinen erstmals 1827 in Paris im Paroissien complet. Vergleicht man die beiden Strophengruppen hinsichtlich ihrer Form, so stellt man fest, dass in der einen Überlieferungsgruppe die Silbenzahl (6 – 6 – 10 – 5 – 6 – 10) der rhythmischen Verse völlig übereinstimmt. In der anderen Überlieferungsgruppe dagegen variiert die Silbenzahl der untereinander heterogenen Strophen um bis zu zwei Silben, und auch Wortbetonung und Versakzent decken sich oft nicht. Hinsichtlich ihrer Hauptverbreitungsgebiete können die beiden Traditionen als englische bzw. französische Tradition bezeichnet werden.
Die Tradition mit den poetisch heterogenen Strophen geht auf John Francis Wade zurück und ist vorwiegend in englischen Quellen zu finden. Ob Wade den Text selbst verfasste oder nur einen vorgefundenen Text abschrieb, bleibt offen. Denkbar ist allerdings, dass die erste Strophe älter ist, und die ergänzenden Strophen auf Wade zurückgehen.
Die poetisch einheitlichere Strophengruppe findet sich dagegen primär in französischen Quellen und wird mit dem Namen des Abbé und späteren Bischofs von Versailles Étienne-Jean-François Borderies in Verbindung gebracht. Borderies hat das Adeste fideles in die von ihm neu herausgegebenen liturgischen Bücher seiner Diözese für die Weihnachtsliturgie aufgenommen, es aber nicht zu den von ihm stammenden liturgischen Schöpfungen gezählt. Die Behauptung, Borderies könnte der Autor des Textes sein, wurde von dessen Biographen Félix Dupanloup aufgestellt, ist aber vermutlich falsch.

### Übersetzungen
Im englischen Sprachraum existieren eine Vielzahl von Übersetzungen. Besonders weit verbreitet ist die Fassung O Come All Ye Faithful von Frederick Oakeley, die erstmals 1852 in Murray’s Hymnal veröffentlicht wurde.
In deutschsprachigen Kirchengesangbüchern setzt sich die Trennung nach englischer und französischer Tradition des lateinischen Textes fort. Das Lied ist im evangelischen Raum, aktuell im Evangelischen Gesangbuch unter Nummer 45, in der Fassung Herbei, o ihr Gläub’gen verbreitet, die von Friedrich Heinrich Ranke 1823 als Nachdichtung von John Francis Wades Textfassung verfasst wurde.
Im katholischen Bereich setzte sich dagegen die Übersetzung aufgrund der französischen Tradition durch, die Joseph Hermann Mohr 1873 in seinem Gesangbuch Cäcilia unter dem Titel Auf, gläubige Seelen veröffentlichte; jedoch ist der Anfangsvers meist zu Nun freut euch, ihr Christen geändert. Im alten Gotteslob von 1975 wurde allerdings ohne Nennung der Übersetzer unter Nummer 143 eine Mischfassung abgedruckt, da Mohrs vierte Strophe weggelassen und stattdessen die dritte Strophe von Ranke eingeschoben wurde. Im neuen Gotteslob, das am 1. Adventssonntag 2013 eingeführt wurde, ist unter Nummer 241 Mohrs Text mit seinen originalen vier Strophen abgedruckt, nur die Anfangszeile ist weiterhin geändert. Die lateinische Version in der vierstrophigen Fassung der französischen Tradition findet man nun unter der Nummer 242 ebenfalls im Gotteslob.

## Text

### Text nach der englischen Tradition
| Adeste Fideles | Übersetzung | O come, all ye faithful | Herbei o ihr Gläub’gen |
| --- | --- | --- | --- |
| Text nach John Francis Wade | | Englisch von Frederick Oakeley | Deutsch von Friedrich Heinrich Ranke |
| Adeste fideles laeti triumphantes, Venite, venite in Bethlehem. Natum videte Regem angelorum. Venite adoremus Dominum. Deum de Deo, lumen de lumine, Gestant puellae viscera. Deum verum, genitum non factum. Venite adoremus Dominum. Cantet nunc ‘Io’ chorus angelorum; Cantet nunc aula caelestium, Gloria! Soli Deo Gloria! Venite adoremus Dominum. Ergo qui natus die hodierna, Jesu, tibi sit gloria, Patris aeterni Verbum caro factum. Venite adoremus Dominum. | Herbei, Gläubige, freudig und jubelnd, kommt, kommt nach Betlehem. Geboren seht den König der Engel. Kommt, lasst uns anbeten den Herrn. Den Gott von Gott, das Licht vom Licht trägt des Mädchens Leib, den wahren Gott, gezeugt, nicht geschaffen. Kommt, lasst uns anbeten den Herrn. Nun singe „io“ der Chor der Engel, nun singe der Hofstaat der Himmlischen. Ehre, Gott allein die Ehre! Kommt, lasst uns anbeten den Herrn. Dir also, der du heute geboren bist, Jesus, sei Ehre, fleischgewordenes Wort des ewigen Vaters. Kommt, lasst uns anbeten den Herrn. | O come, all ye faithful, joyful and triumphant! O come ye, O come ye to Bethlehem; Come and behold him born, the King of Angels: O come, let us adore Him, Christ the Lord. God of God, light of light, Lo, he abhors not the Virgin’s womb; Very God, begotten, not created: O come, let us adore Him, Christ the Lord. Sing, choirs of angels, sing in exultation, Sing, all ye citizens of Heaven above! Glory to God, glory in the highest: O come, let us adore Him, Christ the Lord. Yea, Lord, we greet thee, born this happy morning; Jesus, to thee be glory given! Word of the Father, now in flesh appearing! O come, let us adore Him, Christ the Lord. | Herbei, o ihr Gläub’gen, fröhlich triumphieret, o kommet, o kommet nach Bethlehem! Sehet das Kindlein, uns zum Heil geboren! O lasset uns anbeten den König! Du König der Ehren, Herrscher der Heerscharen, verschmähst nicht zu ruhn in Marien Schoß, Gott, wahrer Gott von Ewigkeit geboren. O lasset uns anbeten den König! Kommt, singet dem Herren, singt, ihr Engelchöre! Frohlocket, frohlocket, ihr Seligen: „Ehre sei Gott im Himmel und auf Erden!“ O lasset uns anbeten den König! Ja, dir, der du heute Mensch für uns geboren, Herr Jesu, sei Ehre und Preis und Ruhm, Dir, fleischgewordnes Wort des ewgen Vaters! O lasset uns anbeten den König! |

Auf die Einleitungsstrophe mit der Aufforderung an die Gläubigen, nach Betlehem zu kommen und den neugeborenen „König der Engel“ anzubeten, die beiden Texttraditionen gemeinsam ist, folgen in der englischen Tradition Strophen, die mehrfach Sätze aus dem Nicäno-Konstantinopolitanum zitieren und das Kind in der Krippe sozusagen aus dem Blickwinkel der Dogmatik beschreiben. Es folgen eine Aufforderung an die Engel, dem Kind ein Gloria zu singen, und ein Zitat aus dem Johannesprolog. Obwohl alle Aussagen des Textes theologisch richtig sind, entsteht der Eindruck eines Gemischs von Aussagen, die in keinem inneren Zusammenhang stehen und auch nicht schlüssig zum Refrain „venite adoremus“ führen. „Die englische Fassung ist kein Meisterwerk – weder poetisch noch theologisch“ (Hansjakob Becker).
In den Nachdichtungen von Frederick Oakeley und Friedrich Heinrich Ranke sind schwer zu verstehende Wendungen durch gängigere Zitate aus dem Credo bzw. dem Te Deum ersetzt.

### Text nach der französischen Tradition
| Adeste Fideles | Übersetzung | Nun freut euch, ihr Christen |
| --- | --- | --- |
| Jean François Borderies zugeschrieben | | Deutsch nach Joseph Hermann Mohr |
| Adeste fideles laeti triumphantes, venite, venite in Bethlehem. Natum videte Regem angelorum. Venite adoremus Dominum. En grege relicto humiles ad cunas vocati pastores approperant: Et nos ovanti gradu festinemus. Venite adoremus Dominum. Aeterni parentis splendorem aeternum velatum sub carne videbimus, Deum infantem pannis involutum. Venite adoremus Dominum. Pro nobis egenum et foeno cubantem piis foveamus amplexibus. Sic nos amantem quis non redamaret? Venite adoremus Dominum. | Herbei, Gläubige, freudig und jubelnd, kommt, kommt nach Betlehem. Geboren seht den König der Engel. Kommt, lasst uns anbeten den Herrn. Seht, die Herde verlassend kommen demütig zur Wiege gerufen die Hirten. Auch wir, mit freudigem Schritt, wollen herbeieilen. Kommt, lasst uns anbeten den Herrn. Des ewigen Vaters ewigen Glanz, verhüllt im Fleisch, werden wir sehen, Gott als Kind, in Windeln gewickelt. Kommt, lasst uns anbeten den Herrn. Ihn, bedürftig für uns und auf Heu liegend, lasst uns mit frommen Umarmungen liebkosen. Der uns so liebt, wer könnte ihn nicht wiederlieben? Kommt, lasst uns anbeten den Herrn. | Nun freut euch, ihr Christen, singet Jubellieder und kommet, o kommet nach Betlehem. Christus der Heiland stieg zu uns hernieder. Kommt, lasset uns anbeten den König, den Herrn. O sehet, die Hirten eilen von den Herden und suchen das Kind nach des Engels Wort; gehn wir mit ihnen, Friede soll uns werden. Kommt, lasset uns anbeten den König, den Herrn. Der Abglanz des Vaters, Herr der Herren alle, ist heute erschienen in unserm Fleisch; Gott ist geboren als ein Kind im Stalle. Kommt, lasset uns anbeten den König, den Herrn. Schaut, wie er in Armut liegt auf Stroh gebettet, o schenken wir Liebe für Liebe ihm! Jesus, das Kindlein, das uns all errettet: Kommt, lasset uns anbeten den König, den Herrn. |

In der französischen Texttradition wird die Aufforderung an die Gläubigen konsequent entwickelt: die Hirten werden als Vorbild für den Gang zur Krippe angeführt; das Paradox der Menschwerdung Gottes und seine daraus erkennbare Liebe zu den Menschen soll die Gläubigen zu ihrer Antwort durch Anbetung hinführen. Joseph Hermann Mohrs Nachdichtung bildet diesen lateinischen Text getreulich ab. Anders als alle Vorlagen verwendet er dabei das Stilmittel des Reims (Zeilen 1 und 3 seiner Strophen).

## Rezeption
Das Lied zählt zu den beliebtesten Weihnachtsliedern und soll in keinem deutschsprachigen Kirchengesangbuch fehlen.

### Kirchliche Gesangbücher
Abgedruckt ist Adeste fideles u. a. in folgenden Gesangbüchern.
Gotteslob Nr. 242 – direkt daneben unter Nr. 241 die deutsche Fassung Nun freut euch, ihr Christen
Als Herbei o ihr Gläub’gen (oder ... Gläubigen):
- Evangelisches Gesangbuch Nr. 45[16]
- Feiern und Loben Nr. 212
  - Ebenfalls in dessen Vorgänger: Gemeindelieder Nr. 189
- Gesangbuch der Evangelisch-methodistischen Kirche Nr. 173
- Gesangbuch der Evangelischen Brüdergemeine Nr. 195. Unter der gleichen Nummer auch Fassungen auf Englisch, Niederländisch, Surinamisch, Tschechisch und Estnisch.
- Mennonitisches Gesangbuch Nr. 257
  - Ebenfalls in dessen Vorgänger: Gesangbuch[17] Nr. 150
- Evangelisch-Lutherisches Kirchengesangbuch² der SELK Nr. 363 auch englisch und lateinisch

Als Nun freut euch, ihr Christen:
- Eingestimmt Nr. 326
- Gotteslob Nr. 241 – direkt daneben lateinisch unter Nr. 242 Adeste fideles
  - Ebenfalls in dessen Vorgänger Gotteslob (1975) Nr. 143 (dort nur deutsch, vgl. auch oben den Abschnitt Übersetzungen.)

Als O kammt doch und seht doch:
- Dor kummt een Schipp Nr. 29

### Popmusik
Auch im Popmusikbereich ist das Lied weit verbreitet und findet sich auf den Weihnachtsalben vieler Musiker wie Bob Dylan, Bing Crosby, Céline Dion, Frank Sinatra, Nat King Cole, Mahalia Jackson, Elvis Presley, Mariah Carey oder Andrea Bocelli.

### Chorsätze
Chorsätze des Liedes, die im deutschen Sprachraum zumeist auf Rankes Text Herbei, o ihr Gläub’gen basieren, schufen u. a. Friedrich Silcher und Carl Thiel. Im englischsprachigen Raum sind Chorfassungen auf den Text O Come, All Ye Faithful am verbreitetsten; eine bekannte Fassung stammt von David Willcocks.